# Horsford
Horsford – wieś w Anglii, w hrabstwie Norfolk, w dystrykcie Broadland. Leży 9 km na północny zachód od Norwich i 163 km na północny wschód od Londynu.
W 2001 miejscowość liczyła 3965 mieszkańców.